# طواف دي بريتاجن 2016
طواف دي بريتاجن 2016 (بالفرنسية: Tour de Bretagne 2016 )‏ هو سباق دراجات هوائية، وهو الموسم رقم 50 من نفس السباق، وأقيم خلال الفترة 25 أبريل 2016، وحتى 1 مايو 2016، وامتدّ لمسافة 1178 كيلومتر، وهو أحد سباقات طواف أوروبا للدراجات 2016، وقد شارك في السباق 150 متسابقاً ووصل إلى نهايته 111 متسابقاً.
فاز فيه بالمركز الأول أدريان كوستا، وبالمركز الثاني František Sisr ‏، وبالمركز الثالث Lennard Hofstede ‏، والفائز حسب ترتيب السرعة جيروين مايرز، والفريق الفائز في ترتيب الفرق Rabobank Development 2016.

## الفرق
| فريق قاري محترف- Fortuneo-Vital Concept فرق قارية (13)- أرمي دي تير 2016 ‏ - Team Bridgestone Cycling ‏ - Q36.5 Continental Team ‏ - موسم يوسكادي مورياس 2016 ‏ - Joker Fuel of Norway ‏ - Klein Constantia (cycling team) ‏ - فريق مانزانا بوستوبون 2016 ‏ - Rabobank Development Team ‏ - Rally Cycling - SEG Racing Academy ‏ - Team Sparebanken Sør ‏ - Team Tre Berg–PostNord ‏ - بنجوال باوليز ساوكس دبليو بي ‏ فرق وطنية (2)- منتخب أستراليا لسباق الدراجات على الطريق للرجال تحت 23 سنة 2016 ‏ - منتخب الولايات المتحدة لسباق الدراجات على الطريق للرجال تحت 23 سنة 2016 ‏ فرق أندية الدراجات (8)- BIC 2000 ‏ - BMC Development Team ‏ - دبليو سي سي تيم ‏ - Lotto–Dstny Development Team ‏ - RH+-Polartec-Fundación Alberto Contador ‏ - Sojasun espoir-ACNC ‏ - CIC U Nantes Atlantique ‏ - VC Pays de Loudéac ‏ الفريق الإقليمي- Équipe régionale de Bretagne‏ |  |
| |  |

## المراحل
| قائمة المراحل | قائمة المراحل | قائمة المراحل                    | قائمة المراحل | قائمة المراحل | قائمة المراحل   | قائمة المراحل   |
| المرحلة       | التاريخ       | الدورة                           |               | المسافة (كم)  | الفائز بالمرحلة | القائد العام    |
| ------------- | ------------- | -------------------------------- | ------------- | ------------- | --------------- | --------------- |
| 1             | 25 أبريل      | Quiberon ‏ – Landévant ‏           | مرحلة مستوية  | 158.7         | František Sisr ‏ | František Sisr ‏ |
| 2             | 26 أبريل      | Belz, Morbihan ‏ – Louisfert ‏     | مرحلة مستوية  | 204.1         | بوريس فالي      | František Sisr ‏ |
| 3             | 27 أبريل      | Louisfert ‏ – Janzé ‏              | مرحلة مستوية  | 152.7         | Cyrille Patoux ‏ | František Sisr ‏ |
| 4             | 28 أبريل      | Plancoët ‏ – لانيون               | مرحلة جبلية   | 163.5         | أدريان كوستا    | أدريان كوستا    |
| 5             | 29 أبريل      | Plestin-les-Grèves ‏ – Treffléan ‏ | مرحلة مستوية  | 192.7         | بوريس فالي      | أدريان كوستا    |
| 6             | 30 أبريل      | فوسنانت – فوسنانت                | مرحلة مستوية  | 156.4         | طوماس روستولان ‏ | أدريان كوستا    |
| 7             | 1 مايو        | Le Hinglé ‏ – دينان               | مرحلة مستوية  | 149.9         | نيك شولتز       | أدريان كوستا    |

## الفائزون
| الترتيب       | الفائز               |
| ------------- | -------------------- |
| الفائز        | أدريان كوستا         |
| الثاني        | František Sisr ‏      |
| الثالث        | Lennard Hofstede ‏    |
| حسب النقاط    | جيروين مايرز         |
| تسلق الجبل    | كارل فريدريك هاغن    |
| سباقات السرعة | جيروين مايرز         |
| أفضل شاب      | أدريان كوستا         |
| الفريق        | Rabobank Development |

## وصلات خارجية
- الموقع الرسمي
- طواف دي بريتاجن 2016 على موقع إحصائيات الدراجات الإحترافية (الإنجليزية)